# ريتشارد ويلسون (ناقد أدبي)
ريتشارد ويلسون (بالإنجليزية: Richard Wilson)‏ هو ناقد أدبي ومؤلف بريطاني، ولد في 1950.